# Рорберг (Тюрингія)
Рорберг (нім. Rohrberg) — громада в Німеччині, розташована в землі Тюрингія. Входить до складу району Айхсфельд. Складова частина об'єднання громад Ганштайн-Рустеберг.
Площа — 3,54 км2. Населення становить 226 ос. (станом на 31 грудня 2021).

## Галерея

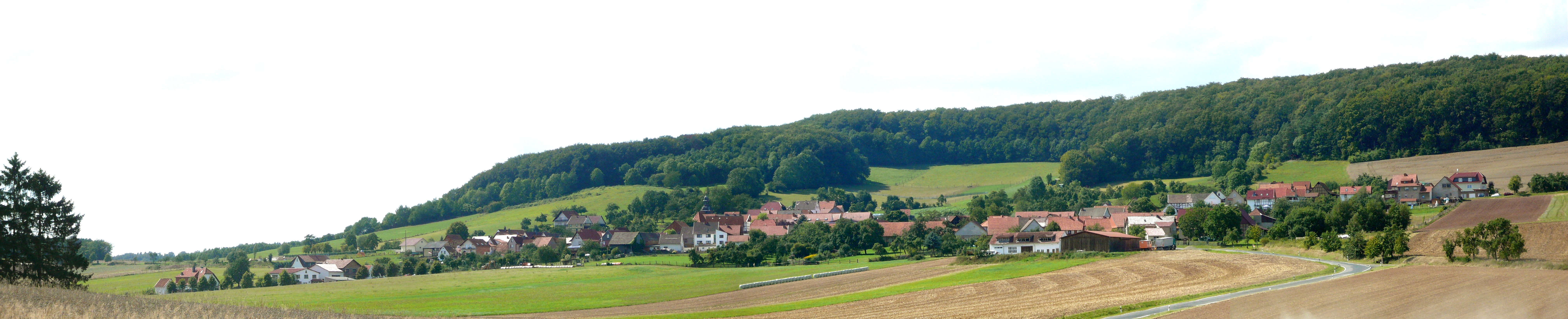
zentriert
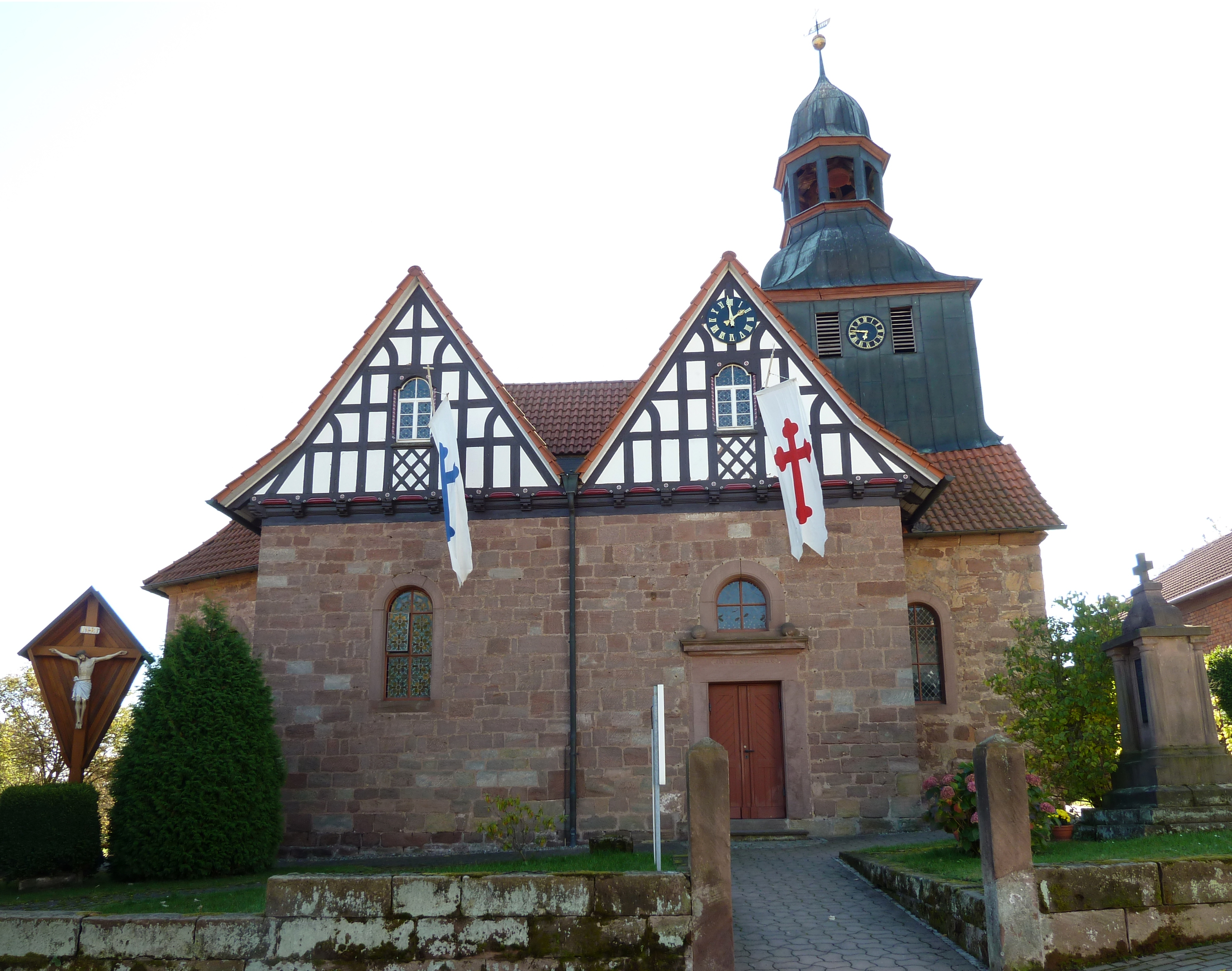